# Готковичи
Готковичи (бел. Го́ткавічы) — деревня в составе Лебедевского сельсовета Молодечненского района Минской области Республики Беларусь.

## География
Расположен в 27 км от Молодечно и в 22 км от железнодорожной станции Пруды. Через деревню проходит дорога Засковичи — Готковичи — Коновичи.

## Население
- 1990 г — 217 чел.
- 2010 г — 158 чел.

В национальном составе населения преобладают белорусы (более 80 %), а также проживают русские, украинцы и другие народности.

## Инфраструктура
В деревне есть около 50 домов, больница, амбулатория и два небольших магазина.